# گمینا نووا بژژنگتسا
گمینا نووا بژژنگتسا (به لهستانی:  Gmina Nowa Brzeźnica) یک گمینا در لهستان است که در شهرستان پاینچنو واقع شده‌است. گمینا نووا بژژنگتسا ۱۳۵٫۹۵ کیلومتر مربع مساحت و ۵٬۰۳۱ نفر جمعیت دارد.